# Nomi della Georgia
Georgia è l'esonimo utilizzato nel mondo occidentale per lo stato nella regione del Caucaso localmente noto come Sakartvelo (in georgiano საქართველო?). L'esonimo russo è Gruzija (in russo Грузия?), mentre in armeno è Vrastan (in armeno Վրաստան?).
L'esonimo e l'endonimo del Paese traggono entrambi origine dall'insieme di entità regionali che si unirono e diedero forma allo Stato moderno; fu attorno alla regione georgiana centrale della Cartalia (nota come Iberia nelle fonti dell'Antichità classica e dell'Impero Bizantino) che si costituì l'unità culturale e politica altomedievale dei Georgiani.
La prima menzione del nome del Paese con l'ortografia "Georgia" si rintraccia in lingua italiana sulla mappa mundi di Petrus Vesconte datata 1320, in quanto, nella fase iniziale della sua apparizione nel mondo latino, il luogo geografico non era sempre scritto con uguale scelta di caratteri, con la prima consonante scritta in origine con "J", nella forma "Jorgia".
Tutti gli esonimi sono probabilmente derivati da gorğān (گرگان), la designazione persiana dei georgiani, che si è evoluta dal partico  wurğān (𐭅𐭓𐭊𐭍) e medio persiano wiručān (𐭥𐭫𐭥𐭰𐭠𐭭), che trova le sue radici nell'antico persiano vrkān (𐎺𐎼𐎣𐎠𐎴), che significa "la terra dei lupi". Ciò si riflette anche nell'armeno antico virk (վիրք), che è stato alla base delle denominazione in greco antico ibēríā (Ἰβηρία), trasposto a sua volta nel latino come Hiberia. La trasformazione di vrkān in gorğān e l'alterazione di v in g' era un fenomeno fonetico nella formazione delle parole nelle lingue indoiraniche e nelle antiche lingue iraniche. Tutti gli esonimi sono semplicemente variazioni fonetiche della stessa radice vrk/varka (𐎺𐎼𐎣) cioè lupo.
Il nome ufficiale completo della nazione è semplicemente "Georgia", come specificato nella Costituzione della Georgia che riporta letteralmente «Georgia è il nome dello Stato». Prima dell'entrata in vigore della costituzione del 1995, il nome dello stato era Repubblica della Georgia. A partire dal 2005 il governo georgiano lavora attivamente per rimuovere l'esonimo di derivazione russa Gruzija dall'utilizzo nel mondo.

## Endonimo

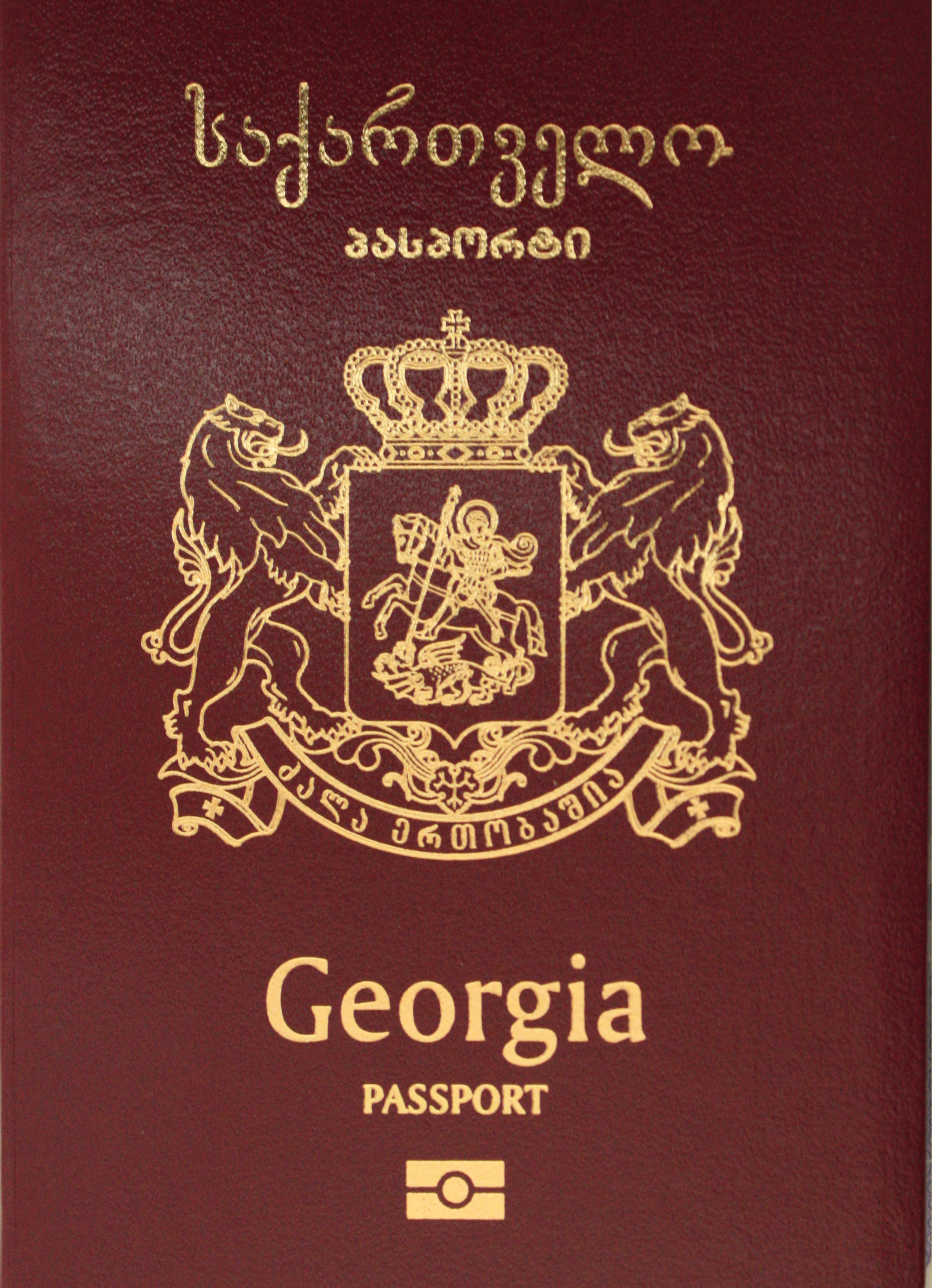
La copertina di un passaporto georgiano che mostra il nome ufficiale del paese in lingua georgiana come Sakartvelo e inglese come Georgia.

Il nome georgiano locale del Paese è Sakartvelo (საქართველო). La parola è composta da due parti. La sua radice, kartvel-i (ქართველ-ი), attestata per la prima volta nella iscrizione di Umm Leisun in georgiano antico in Gerusalemme, originariamente riferita a un abitante della regione georgiana centrale di Cartalia – Iberia come riportata dalle fonti classiche e bizantine. All'inizio del IX secolo, il significato di "Kartli" fu esteso ad altre aree della Georgia medievale legate insieme da religione, cultura e lingua. L'elemento morfologico  georgiano circonfisso sa-X-o è una denominazione geografica standard che designa "l'area in cui X abita", dove X è un etnonimo.
Il primo riferimento a "Sakartvelo" si trova all'incirca nell'800 nelle Cronache georgiane di Juansher Juansheriani.
(Juansher Juansheriani, Cronache georgiane, vita del re dei re Vakhtang Gorgasali)
Nei successivi 200 anni, questa designazione assunse un diverso significato e finì per comprendere tutto il regno georgiano che nacque con la politica della unificazione di Kartli e Apkhazeti sotto Bagrat III nel 1008. Tuttavia, fu solo all'inizio del XIII secolo che il termine entrò completamente nell'uso ufficiale regolare.
Il ricordo e il sogno di una Georgia unita - Sakartvelo - continuarono anche dopo la catastrofe politica del XV secolo, quando il regno di Georgia crollò per formare tre regni separati: Cartalia, Cachezia e Imerezia e cinque principati: Samtskhe-Saatabago, Mingrelia, Guria, Svanezia e Abcasia. Pertanto, i re successivi non rinunciarono ai titoli dei monarchi georgiani di cui affermavano di essere i legittimi successori. L'idea dell'unità tutta georgiana dominò anche la storia scritta dal principe studioso georgiano dell'inizio del XVIII secolo, e membro della dinastia Bagration, Vakhushti, la cui Descrizione del Regno di Georgia (agtsera sameposa sakartvelosa) ha avuto un'influenza notevole sulla ricostruzione storica degli ultimi giorni di Sakartvelo. Sebbene la Georgia fosse politicamente divisa tra regni e principati in competizione durante la vita di Vakhushti, lo studioso considerava il passato e il presente di queste politiche separatiste come parti della storia di un'unica nazione.
La Georgia successivamente cadde sotto il dominio ottomano, achemenide (safavide, afsharide, qajar) e russo tra il XV e il XIX secolo. Fu riunita nel corso della breve esistenza della Repubblica democratica di Georgia (საქართველოს დემოკრატიული რესპუბლიკა რესპუბლიკა Sakartvelos demokratiuli respublika) il 26 maggio 1918, trasformata in Repubblica Socialista Sovietica Georgiana (საქართველოს საბჭოთა სოციალისტური რესპუბლიკა Sakartvelos Sabchota socialisturi respublika) nel 1921 e alla fine proclamò l'indipendenza come Repubblica di Georgia (საქართველოს რესპუბლიკა Sakartvelos respublika) il 14 novembre 1990.
Secondo la costituzione del 1995, il nome ufficiale della nazione è საქართველო sakartvelo.
In altre lingue cartveliche, come il mingrelio, la Georgia è indicata come საქორთუო sakortuo, in laz è ოქორთურა okortura, mentre in Svan si usa lo stesso nome del georgiano, საქართველო sakartvelo. Questa stessa radice è adottata anche in abcaso dove la Georgia è indicata come Қырҭтәыла Kyrţtwyla (cioè Sakartvelo).